# 喜多屋孫兵衛
喜多屋 孫兵衛（きたや まごべえ、生没年不詳）とは、江戸時代末期の江戸の地本問屋兼団扇問屋。

## 来歴
喜多孫と号す。江戸の神明町の家持で幕末に地本問屋および団扇問屋を営業している。歌川広重、歌川国貞の錦絵、団扇絵を出版している。

## 作品
- 歌川広重 「燕の子のおどりのけいこ」 団扇絵 錦絵 弘化1年（1844年）、弘化2年（1855年）
- 歌川国貞 「相撲人形花の取組 不知火諾右衛門 」 大判 美人画 弘化 東京都立中央図書館所蔵 応需国貞改二代豊国画の落款
- 3代目歌川豊国 「相撲人形花の取組 小柳常吉」 大判 美人画 弘化 東京都立中央図書館所蔵 応需国貞改二代豊国画の落款